# Campionato europeo maschile di pallavolo 1979
L'XI campionato europeo maschile di pallavolo si svolse a Nancy, Nantes, Parigi, San Quintino e Tolosa, in Francia, dal 5 al 13 ottobre 1979. Al torneo parteciparono 12 squadre nazionali europee e la vittoria finale andò per la settima volta all'Unione Sovietica.

## Squadre partecipanti
| - Belgio - Bulgaria - Cecoslovacchia - Francia - Germania Est - Grecia | - Italia - Jugoslavia - Polonia - Romania - Ungheria - Unione Sovietica |

## Gironi
| Gruppo A                                    | Gruppo B                       | Gruppo C                                    |
| ------------------------------------------- | ------------------------------ | ------------------------------------------- |
| Grecia Jugoslavia Ungheria Unione Sovietica | Belgio Bulgaria Italia Polonia | Cecoslovacchia Francia Germania Est Romania |

## Classifica finale
| Classifica | Squadre          | Qualificazione                           |
| ---------- | ---------------- | ---------------------------------------- |
|            | Unione Sovietica | Campionato europeo 1981                  |
|            | Polonia          | Campionato europeo 1981                  |
|            | Jugoslavia       | Olimpiadi 1980 - Campionato europeo 1981 |
| 4          | Francia          | Campionato europeo 1981                  |
| 5          | Italia           | Campionato europeo 1981                  |
| 6          | Cecoslovacchia   |                                          |
| 7          | Romania          |                                          |
| 8          | Ungheria         |                                          |
| 9          | Germania Est     |                                          |
| 10         | Bulgaria         |                                          |
| 11         | Belgio           |                                          |
| 12         | Grecia           |                                          |